# Detektiv Kim
Detektiv Kim ist eine Jugendbuchreihe des dänischen Jugendbuch- und Krimiautors Bengt Janus Nielsen (1921–1988), die er unter seinem Pseudonym Jens K. Holm veröffentlichte.

## Inhalt
Kim lebt als Jugendlicher in der dänischen Hauptstadt Kopenhagen. Er und seine Freunde Katja, Erik und Palle (Spitzname Brille) verbringen ihre Ferien regelmäßig in einem fiktiven Fischerdorf und Sommerhausgebiet an der Nordküste von Seeland und werden dort immer wieder in Kriminalfälle verwickelt, bei denen sie dem Ortspolizisten Larsen bei der Aufklärung helfen. Ein Band (Detektiv Kim und die Spione) spielt im mittelschwedischen Jönköping, einer (Detektiv Kim in der Klemme) in Kopenhagen.

## Entstehung
Jens K. Holm verfasste die Bücher zwischen 1957 und 1973. In Deutschland wurden sie jedoch erst ab 1971 im Bertelsmann-Jugendbuchverlag veröffentlicht.

## Verfilmung
Basierend auf dieser Buchreihe, wurde die britisch-deutsch-österreichisch-französische Jugendfernsehserie Kim & Co. im Jahr 1974 gedreht. Sie wurde in Deutschland ab Oktober 1975 erstausgestrahlt. Sie umfasst zwei Staffeln à 13 Folgen. Brille wurde hierfür in Brillo umbenannt und die Handlung nach Großbritannien verlegt.

## Bücher
- 1971: Detektiv Kim aus Kopenhagen (1957: Kim & Co.)
- 1971: Detektiv Kim und der verschwundene Schatz (1957: Kim og den forsvundne skat)
- 1971: Detektiv Kim und der vermisste Polizist (1957: Kim og betjenten der blev væk)
- 1971: Detektiv Kim stellt eine Falle (1958: Kim og det store kup)
- 1971: Detektiv Kim und das geheimnisvolle Haus (1958: Kim og det mystiske hus)
- 1971: Detektiv Kim auf der richtigen Fährte (1959: Kim på sporet)
- 1972: Detektiv Kim und der schlaue blaue Papagei (1960: Kim og den blå papegøje)
- 1972: Detektiv Kim unter schwerem Verdacht (1960: Kim og den oversavede dame)
- 1972: Detektiv Kim und die Spione (1960: Kim og spionerne)
- 1972: Detektiv Kim knackt das Ganovenrätsel (1961: Kim og de skjulte juveler)
- 1972: Detektiv Kim verfolgt die Brandstifter (1962: Kim og den røde hane)
- 1972: Detektiv Kim bekämpft die Mopedbande (1963: Kim og læderjakkerne)
- 1973: Detektiv Kim entlarvt die Schmuggler (1963: Kim og smuglerne)
- 1973: Detektiv Kim entert die geheimnisvolle Motorjacht (1964: Kim og den usynlige mand)
- 1974: Detektiv Kim in der Klemme (1964: Kim i knibe)
- 1975: Detektiv Kim greift ein (1965: Kim ta’r affære)
- 1974: Detektiv Kim im Versteck der Posträuber (1965: Kim og togrøverne)
- 1975: Detektiv Kim und das verschwundene Krokodil (1966: Kim slår igen)
- 1980: Detektiv Kim lässt sich nicht täuschen (1966: Kim klarer alt)
- 1980: Detektiv Kim und der großzügige Dieb (1968: Kim og den gavmilde tyv)
- 1970: Kim og den platfodede mand
- 1970: Kim og bankrøverne
- 1971: Kim og den første klient
- 1971: Kim og den brækkede kniv
- 1973: Kim og edderkoppen